# Jakopovac
Jakopovac is een plaats in de gemeente Zrinski Topolovac in de Kroatische provincie Bjelovar-Bilogora. De plaats telt 157 inwoners (2001).